# Alfred Tennyson
Alfred Tennyson, I barón Tennyson, FRS y popularmente conocido como Alfred, Lord Tennyson o Alfred Lord Tennyson (Somersby, Lincolnshire, Inglaterra, 6 de agosto de 1809 - Lurgashall, Sussex Occidental, Inglaterra, 6 de octubre de 1892), fue un poeta y dramaturgo inglés, uno de los más ilustres de la literatura universal, perteneciente al posromanticismo.
La mayor parte de su obra está inspirada en temas mitológicos y medievales, y se caracteriza por su musicalidad y la profundidad psicológica de sus retratos. Más tarde en su carrera realizó varios intentos de escribir dramas teatrales aunque con escaso o reducido éxito. Fue además poeta laureado del Reino Unido durante la mayoría del reinado de la reina Victoria.

## Vida

### Orígenes
Tennyson nació en la localidad de Somersby, en el condado de North Lincolnshire, entre Horncastle y Spilsby. Procedía de un entorno familiar extraño. Se crio en la casa de un párroco, pero sobre este escenario tan respetable se cernían la locura, el alcoholismo y la melancolía. Era el cuarto de los doce hijos del reverendo George Clayton Tennyson (1778-1831) y de su esposa Elizabeth Fytche (1781-1865). Los Tennyson eran una añeja familia de Lincolnshire asentada en Bayon's Manor. El abuelo del poeta, el parlamentario George Tennyson, había desheredado al padre de aquel, penosamente instalado en la casa parroquial de Somersby, en favor del hijo menor, Charles Tennyson D'Eyncourt, y esta decepción parece haber amargado al hijo mayor hasta un punto que habría de afectarle el resto de su vida. Elizabeth Fytche era hija del reverendo Stephen Fytche, vicario de Louth, en el mismo condado. El reverendo George Clayton Tennyson (1778-1831) fue párroco de Somersby (entre 1807 y 1831), Benniworth y Bag Enderby, así como vicario de Grimsby (desde 1815). George Tennyson (1750-1835) pertenecía a la burguesía agraria de Lincolnshire, siendo propietario de Bayon's Manor y Usselby Hall. De los doce hijos del matrimonio, ocho eran varones, y de éstos, dos además de Alfred llegarían a ser destacados poetas: Frederick Tennyson y Charles, quien posteriormente adoptaría el nombre de un tío y se convertiría en Charles Tennyson Turner. Todos los hijos parecen haber compartido en mayor o menor medida las aptitudes poéticas. El padre de Tennyson fue un poeta de cierta destreza. Según Eugene Parsons, George Clayton Tennyson fue un hombre de "habilidades superiores y grandes logros, interesado por la arquitectura, la música, la pintura y la poesía", y los Tennyson vivían cómodamente a pesar de su salario de párroco rural y su buen uso administrando el dinero les permitía veranear en Mablethorpe y Skegness, en la costa este de Inglaterra.
Tennyson era descendiente del rey Eduardo III de Inglaterra.[cita requerida] Pues, al parecer, las raíces de su abuelo, George Tennyson, pueden trazarse desde la clase media de los Tennyson a través de Elizabeth Clayton, la madre del reverendo George Clayton Tennyson, a lo largo de diez generaciones hasta Edmund, duque de Somerset."

### Formación, infancia y juventud

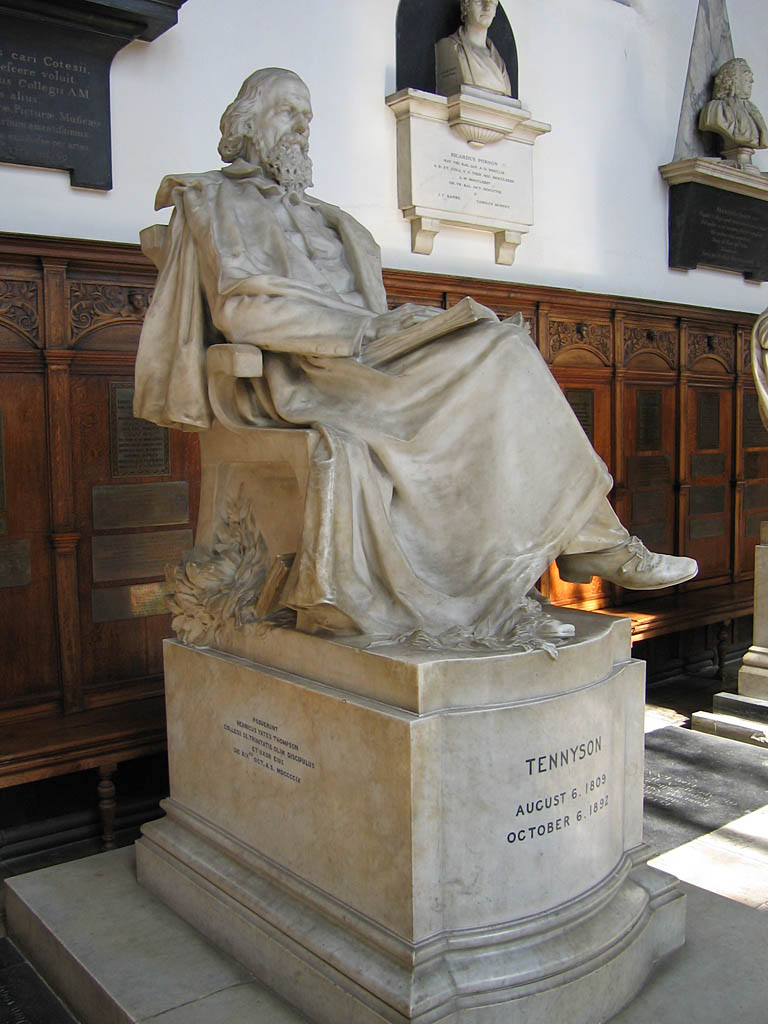
Estatua de Tennyson en la capilla del Trinity College de Cambridge.

Alfred se crio en el hogar familiar hasta que, en la Navidad de 1815, fue enviado a Louth a vivir con su abuela y asistir a la escuela primaria de dicha ciudad, ya que su madre había mantenido una vinculación con este típico municipio de Lincolnshire, del que su padre, el reverendo Stephen Fytche, había sido vicario. El maestro era un hombre estricto y apasionado, y el poeta no guardaría un buen recuerdo de los cuatro años que pasó allí. Al finalizar ese período, en 1820, el joven regresó a Somersby para ser educado por su padre hasta que ingresara en la universidad. El rector era un erudito competente y un hombre de cierto gusto y facultad poéticas. En la rectoría, los muchachos tenían a su disposición una excelente biblioteca, y en ella basaría el joven poeta su amplio conocimiento de los clásicos ingleses. Se convirtió en un precoz y omnívoro lector, especialmente en el género de la poesía, hacia el cual se sintió más atraído por el encanto rural de Somersby y su entorno, que habría de celebrar en uno de sus primeros poemas descriptivos, The Ode to Memory (Oda a la memoria). Durante su infancia en el pueblecito de Somersby, el fértil paisaje pastoril de esta zona de Lincolnshire influyó en la imaginación del niño, y se refleja claramente en toda su poesía inicial, si bien en la actualidad se ha establecido con autoridad que las localizaciones de sus poemas temáticos, que habían sido ingeniosamente identificadas con arroyos y granjas existentes, eran totalmente imaginarias. Comenzó a escribir en prosa y verso a una edad muy temprana. Tennyson ya escribía de manera copiosa: a los doce años "una epopeya de 6.000 versos" siguiendo el modelo de Scott, a los catorce un drama en verso blanco, y así sucesivamente; estos ejercicios, muy apropiadamente, no han sido editados, pero el poeta diría de ellos al final de su vida: "Me parece que escribí todos ellos con una métrica perfecta". El padre del muchacho se aventuró a predecir que "si Alfred muere, se habrá ido uno de nuestros más grandes poetas". Una carta de Alfred a la hermana de su madre cuando tenía trece años, que contiene una crítica de Samson Agonistes, ilustrada con referencias a Horacio, Dante y otros poetas, pone de manifiesto una amplitud de lecturas verdaderamente notable para un muchacho tan joven. La noticia de la muerte de Byron (19 de abril de 1824) le causó una honda impresión: fue un día, dijo, "en el que el mundo entero parecía oscurecerse para mí"; se fue al bosque y talló "Byron ha muerto" sobre una roca.
La familia tenía la costumbre de pasar las vacaciones de verano en la costa del condado, frecuentemente en Mablethorpe, y allí Tennyson adquirió sus impresiones de la inmensidad del mar. FitzGerald atribuyó muy justamente la naturaleza paisajística del genio de Tennyson a la huella que dejó en su imaginación "el viejo Lincolnshire, donde no solo había tan buenos mares, sino también colinas y valles tan hermosos en medio de The Wolds". Tras publicar un poemario conjunto (1827), los jóvenes hermanos Charles y Alfred Tennyson gastaron parte de sus ganancias en alquilar un carruaje y conducir catorce millas hasta su rincón favorito de la costa en Mablethorpe. El 20 de febrero de 1828, Charles y Alfred Tennyson se matricularon en el Trinity College de Cambridge, donde ya estudiaba Frederick, el mayor de los hermanos vivos. El poeta contaría posteriormente a Edmund Gosse que su padre no le dejó salir de Somersby hasta que, en días sucesivos, hubo recitado de memoria la totalidad de las odas de Horacio. Los hermanos se instalaron en unas habitaciones en el número 12 de Rose Crescent, y posteriormente se trasladaron a Trumpington Street. Eran tímidos, y al principio hicieron pocos amigos; pero poco a poco reunieron a su alrededor algunos colegas selectos, y Alfred progresó hasta ser considerado en Cambridge "como un gran poeta y un hermano mayor" por un grupo que incluía a Richard Chenevix Trench, Monckton Milnes (Lord Houghton), James Spedding, W. H. Thompson, Edward FitzGerald, W. H. Brookfield, Blakesley, J. Mitchell Kemble, Merivale, Charles Buller y, sobre todo, Arthur Hallam (1811-1833), el hijo menor del historiador, destinado a convertirse en su amigo más querido e influir profundamente en su carácter y genio durante toda su vida, y cuyas amistad y temprana muerte habrían de ser la inspiración de su más grande poema. "Él estaba tan cerca de la perfección", solía decir Tennyson en ocasiones posteriores, "como podría llegar a estarlo un hombre mortal". Ya en 1829, Arthur Hallam se había convertido en un visitante frecuente e íntimo de la casa, y había formado un vínculo con la hermana de Tennyson, Emily. Dos años más tarde, esto maduraría hasta convertirse en compromiso. En la Universidad, Tennyson, Hallam y los demás integraron el grupo de los Apóstoles de Cambridge, una sociedad que pretendía formar una élite intelectual. En aquella época, las facultades de Tennyson se desarrollaban rápidamente; pues, además de gozar del continuo estímulo de una sociedad como la ya mencionada, proseguía fielmente los estudios propios del centro, perfeccionándose en los clásicos, así como en historia y ciencias naturales. Adquirió un interés entusiasta por las cuestiones políticas y sociales de la época, y también trabajó con ahínco en la composición poética.
En el verano de 1830 Tennyson y Hallam se ofrecieron como voluntarios en la milicia del insurgente español Torrijos, e hicieron una breve incursión en los Pirineos, sin encontrar enemigos. Hallam, con John Sterling, Trench y otros, estaba profundamente interesado por la fallida insurrección, encabezada por el general Torrijos, contra el gobierno de Fernando VII. Tennyson regresó de la expedición estimulado por los hermosos paisajes de los Pirineos.
En febrero de 1831, Tennyson dejó Cambridge sin graduarse. Su padre se encontraba mal de salud, y su presencia era muy deseada en Somersby. Aunque los dos años y medio que pasó en el Trinity le habían aportado, gracias a las amistades que hizo allí, algunas de las mejores bendiciones de su vida, abandonó el college en no buenos términos con la universidad como «alma máter». En un soneto escrito en 1830 denunciaba sus capillas "iluminadas por velas" y sus "órganos solemnes", porque mientras los gobernantes de la universidad profesaban la enseñanza, ellos "no le enseñaban nada, no alimentaban su corazón". Pero sus amigos, y especialmente Arthur Hallam, habían suplido este defecto del plan de estudios de Cambridge; y Tennyson regresó a su hogar en el pueblo lleno de devoción hacia su madre, quien pronto centraría toda su atención, pues su padre murió repentinamente recostado en su silla de estudio un mes después del regreso de su hijo. Al quedar entonces vacante la vivienda de Somersby, surgió una angustiosa cuestión referente al futuro hogar de la familia Tennyson; pero como el nuevo rector (posiblemente no residente) no tenía intención de ocupar la rectoría, continuaron residiendo allí hasta 1837. No mucho después de la muerte de su padre, Tennyson estaba preocupado por su vista; pero un cambio de dieta corrigió lo que iba mal, y continuó leyendo y escribiendo como antes. Arthur Hallam estaba entonces prometido con Emily Tennyson (posteriormente señora Jesse, 1811-1889), y se quedaba con frecuencia en Somersby. El período feliz durante el noviazgo, cuando Hallam "leía sobre la hierba a los poetas toscanos" y Mary, hermana de Tennyson, llevaba su arpa y tocaba "una balada a la luna que escucha", les resultará familiar a los lectores de In Memoriam. Tennyson visitaba a los Hallam en Wimpole Street, donde se discutía apasionadamente sobre problemas sociales, así como sobre cuestiones literarias. Por otra parte, Tennyson se encontraba entonces preparando la publicación de un nuevo volumen, y Hallam estaba muy entusiasmado con A Dream of Fair Women, que ya estaba escrito, y con The Lover's Tale, que generaba dudas en su propio autor. Con respecto al primero de ellos, cabe destacar que es quizá la realización más característica del arte tennysoniano; es impecable en la dicción y el ritmo, sumamente bruñido y de una pasión dos veces destilada, pero todavía vibrante. En estos días de juventud, sus poemas, como los «sonetos azucarados» de Shakespeare, se transmitían libremente entre sus amigos íntimos antes de ser enviados a imprenta. En julio de 1832, Tennyson y Hallam emprendieron un viaje por el Rin. A su regreso, Hallam acusa recibo de los versos de J. S. (James Spedding) sobre la muerte de su hermano, y asegura que Moxon (que iba a publicar el volumen en preparación) estaba embelesado con The May Queen. La publicación de una de sus principales obras, Poems (1832), culminó poco antes de que cayera sobre Tennyson el golpe que durante un tiempo le dejó sin energías. En agosto de 1833 Arthur Hallam partió con su padre, gran historiador, con destino al Tirol. No llegaron más allá de Viena, donde el señor Hallam, al volver al hotel el 15 de septiembre de 1833, encontró a su hijo muerto en un sofá: una súbita hemorragia cerebral acabó con su vida. Sus restos fueron trasladados a Inglaterra y sepultados en un crucero de la vieja iglesia parroquial de Clevedon (Somerset), con vistas al canal de Bristol, el 3 de enero de 1834. Estos acontecimientos afectaron a Tennyson extremadamente. Arthur Hallam era el mejor amigo de Tennyson y estaba prometido a su hermana Emily, y toda la familia quedó sumida en una profunda aflicción por su muerte.
Indiferente por igual a la fama y a la influencia, Tennyson pasó esos años principalmente en Somersby, en una devoción uniforme de su alma toda al arte de la poesía, leyendo mucho y muy variado, puliendo viejos poemas y escribiendo otros nuevos, carteándose con Spedding, Kemble, Milnes, Tennant y otros, y al mismo tiempo ejerciendo (en ausencia de sus dos hermanos mayores) de padre y consejero de la familia en el hogar. En 1835 se enamoró profundamente de Rosa Baring, una dama de gran belleza y fortuna, cuyo rechazo le inspiró algunos de sus poemas más dolidos y le recordó su precaria posición social.[cita requerida] En 1836, sin embargo, la acostumbrada calma de la vida familiar se vio alterada por un acontecimiento cargado de importantes consecuencias para la vida futura y la felicidad de Tennyson. Su hermano Charles, clérigo por aquel entonces y coadjutor en Tealby (Lincolnshire), contrajo matrimonio, en 1836, con Louisa, la hija menor de Henry Sellwood, notario de Horncastle. En la ceremonia, la hermana mayor, Emily, fue elegida para la ocasión como dama de honor por el propio Alfred. Se habían conocido unos años antes, pero parece que esta fue la primera ocasión en la que Tennyson empezó a considerar la idea del matrimonio. En 1837, para su gran disgusto, los Tennyson abandonaron la rectoría de Lincolnshire donde habían vivido tanto tiempo. Se mudaron a High Beech, en Epping Forest, que sería su hogar durante tres años: Tennyson vivió con su madre y sus hermanos en Beech House (reconstruida en 1850), al pie de la colina de Wellington, de 1837 a 1840. Se le describía "deambulando extrañamente por la casa arriba y abajo de madrugada, murmurando poemas para sí".[cita requerida] Su compromiso con Emily Sellwood había sido aceptado por los padres de ella en 1837, a pesar de las dudas que suscitaban su falta de medios y de empleo.[cita requerida] Sin embargo, habrían de transcurrir diez años más antes de que pudieran permitirse el lujo de casarse: el matrimonio no tendría lugar hasta 1850. Ese mismo año (1837) Tennyson fue presentado a Mr. Gladstone, quien se convirtió a partir de entonces en su cordial admirador y amigo. Entretanto, en fecha tan tardía como 1840, el compromiso con Emily Sellwood seguía vigente; pero después de esta fecha, la familia de la dama prohibió la correspondencia entre ambos, y las perspectivas de matrimonio parecían tan remotas como siempre. En 1840, los Tennyson se trasladaron a Tunbridge Wells, donde el clima resultaría ser demasiado duro para la madre de Tennyson, y un año después a Boxley, cerca de Maidstone, para estar cerca de Edmund Lushington, que se había casado con Cecilia Tennyson. Alfred fue desde ese momento cada vez más frecuentemente a visitar Londres.

### Madurez
A partir de 1842 la vida de Tennyson es un historial de éxito tranquilo en su arte y de conquista de la fama; las publicaciones de sus sucesivas obras se convertirían casi en los únicos eventos que irían marcando su existencia. Sin embargo, a pesar del éxito cosechado con la segunda edición de Poems (1842) y del creciente reconocimiento que le siguió, la situación pecuniaria de Tennyson no mejoró. Las dificultades materiales surgían ahora por primera vez en su camino. Quizá para disipar las dudas surgidas en el seno de la familia de su prometida con respecto a su independencia económica,[cita requerida] Tennyson había decidido invertir un patrimonio en un proyecto de maquinaria de pirograbado,[cita requerida] que pretendía popularizar y abaratar el acabado artístico en el mobiliario y otros elementos de decoración del hogar. Así fue como el poeta se convirtió en víctima de cierto especulador, que le indujo a vender su pequeña finca en Grasby (Lincolnshire) y a invertir los ingresos, con todo el resto de su dinero y parte del de sus hermanos y hermanas, en una 'Compañía de Patentes de Talla Decorativa': en pocos meses todo el esquema se derrumbó, y Tennyson se quedó sin un centavo. "Después vendría", dice su hijo, "una etapa de verdaderas dificultades, pues el matrimonio parecía más lejano que nunca. […]". Fue acometido por tan abrumadora hipocondría que se sumió en la desesperación, y durante algún tiempo estuvo bajo el cuidado de un médico hidropático en Cheltenham, donde el reposo y el aislamiento absolutos lo hicieron recobrar gradualmente la salud. Fue, sin duda, este estado crítico de su salud y de su fortuna lo que movió a sus amigos a recurrir al entonces primer ministro, Sir Robert Peel; y en septiembre de 1845, a sugerencia de Henry Hallam, le fue otorgada al poeta una pensión de 200 libras anuales. Fue Monckton Milnes, según su propio relato, quien logró convencer a Sir Robert Peel con su reivindicación del poeta, de quien el estadista no sabía nada hasta entonces. Milnes le leyó Ulysses y se ganó su confianza. La salud de Tennyson se fue recuperando poco a poco, y en 1846 estaba trabajando duro en La princesa; en el otoño de ese año llevó a cabo un tour por Suiza, y vio por primera vez las grandes montañas. En 1847, la postración nerviosa lo obligó nuevamente a someterse a un tratamiento en Prestbury: "Me dicen que no lea, que no piense; pero bien podrían decirme que no viva". La talasoterapia del doctor Gully fue probada con éxito.
El hogar de los Tennyson estaba entonces en Cheltenham: en sus visitas ocasionales a Londres el autor tenía la costumbre de ver a Thackeray, Coventry Patmore, Browning y Macready, así como a viejos amigos, pero evitaba la "sociedad". En 1848, durante un viaje a Cornwall, Tennyson conoció a Robert Stephen Hawker, de Morwenstow, con quien parece, aunque la evidencia es dudosa, haber conversado sobre el Rey Arturo y haber retomado su intención de escribir un poema épico sobre dicho tema.
El año 1850 fue quizás el más memorable de su vida, pues en él tuvieron lugar su matrimonio ―que, según él diría, llevó a su vida "la paz de Dios"―, su proclamación como poeta laureado tras la muerte de Wordsworth, y la publicación de su obra magna, In Memoriam. La fama inmediata de esta obra y la venta continuada de los volúmenes anteriores permitieron a Moxon asegurar a Tennyson unos ingresos que facilitarían su matrimonio, y el 13 de junio de 1850 se casó en Shiplake con Emily Sarah Sellwood (1813-1896). Fue elegido ese lugar en particular debido a que, después de diez años de separación, los enamorados se habían reencontrado en Shiplake, en casa de una prima de los Tennyson, Mrs. Rawnsley. De esta unión no es necesario añadir más que lo que de ella recordaría mucho después el propio poeta: "La paz de Dios llegó a mi vida frente al altar cuando me casé con ella". Wordsworth había muerto (en abril del mismo año), dejando vacante el título honorífico de poeta laureado del Reino Unido. La distinción fue ofrecida en primera instancia a Rogers, quien declinó el ofrecimiento alegando motivos de edad. Se le ofreció entonces a Tennyson, "debido principalmente a la admiración del príncipe Alberto por 'In Memoriam'". El honor era sumamente aceptable, aunque implicaba la consabida avalancha de poemas y cartas de bardos aspirantes o envidiosos. El 19 de noviembre de 1850 la reina Victoria nombró a Tennyson poeta laureado. La retribución inherente al "cargo" era muy escasa, pero tenía un valor secundario para estimular en gran medida la venta de sus libros, que constituían su principal fuente de ingresos. La joven pareja adquirió una casa en Warninglid, en Sussex, que no les convenció, y luego una en Montpelier Row (Twickenham), que resultó mejor. El 20 de abril de 1851 nació su primer hijo, un varón, pero no sobrevivió al parto. Por aquel entonces Tennyson andaba estudiando mucho sobre el mundo antiguo, y leyendo algo de Milton, Homero y Virgilio. En julio del mismo año, Tennyson y su esposa viajaron al extranjero, visitando Lucca, Florencia y los lagos italianos, y volviendo por el Splügen. El viaje sería posteriormente celebrado en su poema "The Daisy [La margarita]". De 1852 los principales eventos fueron el nacimiento, en agosto, de su hijo mayor Hallam, segundo Lord Tennyson, y en noviembre la publicación de la Oda a la muerte del duque de Wellington, que apareció en la misma mañana del funeral. Para entonces la fama de Tennyson estaba ya sólidamente establecida, y el poeta y su familia decidieron mudarse para escapar de las hordas de admiradores que asediaban su casa.
En el invierno de 1853 Tennyson entró en posesión de una pequeña casa y granja llamada Farringford, cerca de Freshwater, en la Isla de Wight, que inicialmente arrendó y posteriormente compró: este hermoso lugar, circundado de encinas y cedros, entró en su vida y la llenó de color con su delicado encanto. Durante el resto de su vida, Farringford seguiría siendo el hogar de Tennyson durante la mayor parte del año.
En cuanto a su relación con la doctrina y el pensamiento de Frederick Maurice, no está claro a qué edad Tennyson conoció personalmente a aquel. Pero desde sus días en Cambridge, Tennyson había sido amigo íntimo de aquellos que conocieron y honraron a Maurice, y no podría haber evitado conocer bien la tendencia general de su doctrina. Maurice, por otra parte, mantenía una estrecha relación con hombres como los Hare, R. C. Trench, Charles Kingsley y otros de los primeros amigos de Tennyson, profundamente interesados en cuestiones teológicas. Y cabe añadir que Tennyson había invitado a Maurice ser el padrino de su primer hijo en 1851, y complementó la petición con las conocidas estanzas que invitaban a Maurice a visitar a la familia en su nuevo hogar en la isla de Wight en 1853.
En marzo de 1854 nació otro hijo de los Tennyson y fue bautizado como Lionel. Este fue el año de la guerra de Crimea, cuyas causas y desarrollo interesaron profundamente a Tennyson. En mayo de este año se encontraba en Londres concertando con Moxon la edición ilustrada de sus poemas, en la que tan distinguida participación tuvieron Millais, Holman Hunt y Rossetti, el joven grupo prerrafaelita. Más tarde, estuvo de visita en Glastonbury y otros lugares relacionados con la leyenda del Rey Arturo, que él ya se estaba preparando para tratar de forma cíclica.
En junio de 1855 fue investido Doctor en Derecho civil en Oxford: fue recibido para la ocasión, que puede considerarse su primera aparición pública, con una "tremenda ovación".
Tras el fracaso de su obra Maud, el delicado espíritu de Tennyson había quedado herido. Durante algunos años el mundo no supo nada de él; estuvo en Farringford, ocupando su tiempo en las tradiciones artúricas. Se había convertido en objeto de una curiosidad personal desmesurada, siendo un tipo difícil de encontrar y objeto de divertidas leyendas. Se preocupaba poco por la sociedad en general, aunque tenía muchos amigos íntimos y devotos. Fue en 1857 cuando Bayard Taylor lo vio, y quedó impresionado frente a un hombre "alto y ancho de hombros como un hijo de Anak, con el pelo, la barba y los ojos de una oscuridad sureña". Los siguientes fueron años de viajes. Este período de retiro algo misterioso del mundo abarcó un tour por Gales en 1857, una visita a Noruega en 1858 y un viaje a través de Portugal en 1859. En 1860 visitó Cornwall y las islas Sorlingas; y en 1861 viajó por Auvernia y los Pirineos, con Arthur Hugh Clough, que moriría a los pocos meses. Con motivo de la publicación de su "Dedicatoria" de los Idilios al príncipe consorte, Alberto de Sajonia-Coburgo-Gotha, fallecido en diciembre de 1861, Tennyson fue presentado en abril de 1862 a la reina, quien "se quedó pálida y como una estatua ante él, en una especie de inocencia majestuosa". En adelante, el poeta gozó del favor constante de la soberana, aunque nunca pudo ser moldeado como un cortesano convencional. Bien entrado el año Tennyson hizo una excursión por Derbyshire y Yorkshire con F. T. Palgrave.
Los años sucesivos estuvieron marcados por la ausencia de acontecimientos, salvo los viajes, la labor poética y la lectura infatigables, las visitas de amigos y las conversaciones con estos. Publicó en magacines algunos breves poemas, pero no editaría ningún libro nuevo hasta El Santo Grial en 1869. En abril de 1864 Garibaldi visitó Farringford; en febrero de 1865 la madre de Tennyson murió en Hampstead a los ochenta y cinco años; en el verano siguiente Tennyson viajó por Alemania. Pasaba el tiempo, con incidentes aunque escasos y leves, la popularidad de Tennyson en Gran Bretaña creciendo continuamente hasta límites sin precedentes en los anales de la poesía inglesa. En 1867 adquirió unos terrenos en Blackdown, más allá de Haslemere, en aquel momento un aislado rincón de Inglaterra; allí Mr. James Knowles (posteriormente sir) comenzó a construirle una casa finalmente bautizada como Aldworth. El 23 de abril de 1868 (día del aniversario de Shakespeare) había colocado la primera piedra de su nueva residencia. También en 1869, Tennyson fue nombrado miembro honorario del Trinity College de Cambridge. En 1873 Gladstone le ofreció una Dignidad de Baronet, y Disraeli de nuevo en 1874; y en ambos casos tal honor fue gallardamente rechazado, si bien en la primera ocasión el poeta lo habría aceptado para su hijo. Durante estos años los pensamientos de Tennyson estaban en gran parte ocupados con la construcción de Aldworth.
En marzo de 1880 Tennyson fue invitado por los estudiantes de la Universidad de Glasgow a postularse para el rectorado; pero al tener conocimiento de que el concurso se llevaría a cabo siguiendo criterios políticos, y que él había sido propuesto como candidato del Partido Conservador, retiró su aceptación. Siguiendo la prescripción de Sir Andrew Clark para tratar de cambiar de aires, a causa de una dolencia que había padecido desde la muerte de su hermano Charles el año anterior, Tennyson y su hijo visitaron Venecia, Baviera y el Tirol. En 1881 posó para un retrato de Millais, y perdió a uno de sus más viejos y valiosos amigos: James Spedding.

### Últimos años
El año 1883 le trajo otro pesar con la muerte de su amigo Edward FitzGerald. En septiembre de ese mismo año, Tennyson y Gladstone emprenden un viaje por el norte de Escocia, hasta las Orcadas, y a través del océano hasta Noruega y Dinamarca. En Copenhague fueron agasajados por el Rey y la Reina, y después de numerosos festejos, regresaron a Gravesend: esta aventura sirvió para animar al poeta, que había estado deprimido desde la muerte de su hermano favorito, Charles, y que en aquel momento entraría en una etapa de admirable vigor. Durante el viaje, Gladstone había decidido ofrecer un título nobiliario a Tennyson mientras visitaban el Castillo de Pembroke. Por recomendación de Gladstone, la reina le ofreció el título en diciembre; En enero de 1884, después de ciertos reparos, el poeta consintió en aceptarlo, pero agregó: "Por mi parte, echaré de menos mi sencillo nombre toda la vida". El 11 de marzo de 1884 tomó posesión de su escaño en la Cámara de los Lores como barón Tennyson de Aldworth y Farringford. Votó un par de veces, pero nunca tomó la palabra en la Cámara. También en 1884 su hijo Hallam contrajo matrimonio con la señorita Audrey Boyle, y ambos (hijo y nuera) permanecieron en el hogar paterno hasta el final de la vida de Tennyson. Hasta superados los setenta años había disfrutado, con enfermedades ocasionales, de buena salud en general. Pero en 1886 el poeta sufrió su más grave desgracia familiar con la muerte de su segundo hijo, Lionel, quien había contraído fiebre tropical mientras visitaba a Lord Dufferin en la India, y murió durante el viaje de regreso, en el mar Rojo (abril de 1886). Fue un golpe que cayó pesadamente sobre él. Durante 1887 el poeta hizo un crucero en el yate de un amigo, visitando Devonshire y Cornwall. A finales de 1888 sufrió un peligroso ataque de gota reumática, del que en diciembre parecía que difícilmente podría esperar recuperarse, pero su magnífica constitución le hizo salir adelante. En la primavera del año siguiente, se encontraba lo suficientemente recuperado para disfrutar de otro viaje por mar en el «Sunbeam», el yate de su amigo Lord Brassey. Durante 1890-1891 sufrió gripe, y sus fuerzas se vieron notablemente mermadas. En 1891 pudo volver a disfrutar de su pasatiempo favorito, la vela. De hecho, se constataba que había recuperado maravillosamente el buen humor de su juventud, e incluso una parte nada desdeñable de su fortaleza física.
En el verano de 1892 aún sería capaz de viajar a Devonshire y tomar parte una vez más en un crucero en yate a las islas del Canal; y aún no sería esta su última salida lejos de casa, pues en julio estuvo de visita en Londres. Sin embargo, poco después de cumplir los ochenta y cuatro años, aparecieron síntomas de debilidad, y a principios de septiembre su estado comenzó a ser alarmante. No obstante, aún tuvo fuerzas para disfrutar de la compañía de numerosos visitantes, revisar las pruebas de un poemario en preparación (La muerte de Enone) e interesarse por la inminente producción de Becket, condensada y adaptada por Henry Irving, en el Lyceum (finalmente se estrenaría en febrero de 1893). Durante los últimos días de ese mes su estado de salud estaba tan visiblemente quebrantado que fue preciso avisar al doctor Clark. La debilidad fue rápidamente en aumento, aparecieron signos de un funesto síncope el miércoles 5 de octubre. Tennyson conservó hasta el final su lucidez intelectual y un dominio absoluto de sus facultades, leyendo a Shakespeare con manifiesto raciocinio hasta pocas horas antes de su muerte. Con el esplendor de la luna llena cayendo sobre él, su mano aferrando su libro de Shakespeare, y luciendo, como nos han contado, casi sobrenatural en la majestuosa belleza de su vejez, Tennyson falleció en Aldworth en la noche del 6 de octubre de 1892, a la 1:35 de la madrugada. Cimbelino, la obra que había estado leyendo en su última tarde, fue depositada en su ataúd, y el día 12 fue enterrado públicamente con gran solemnidad en la abadía de Westminster. Los portadores del féretro fueron el duque de Argyll, Lord Dufferin, Lord Selborne, Lord Rosebery, Jowett, Lecky, James Anthony Froude, Lord Salisbury, el Dr. Butler (profesor del Trinity de Cambridge), el ministro de Estados Unidos R. T. Lincoln), Sir James Paget y Lord Kelvin. El templo estaba custodiado por miembros de la Brigada ligera de Balaclava, por algunos Rifle Volunteers de Londres y por los chicos del Gordon Boys' Home. La tumba se encuentra junto a la de Robert Browning, y frente al monumento a Chaucer. El busto del poeta, obra de Woolner, fue posteriormente ubicado "junto a la columna, cerca de la tumba". La estela conmemorativa de Tennyson, erigiéndose sobre Freshwater en la cima de High Down, fue inaugurada por el deán de Westminster el 6 de agosto de 1897. La señora Tennyson murió, a los ochenta y tres años de edad, el 10 de agosto de 1896, y fue enterrada en el cementerio de Freshwater. Una placa en la iglesia conmemora a ambos esposos.
Su biografía, escrita con admirable devoción y gusto por su hijo, Hallam, segundo Lord Tennyson, fue publicada en dos volúmenes en 1897. Esta obra memorística amplió e intensificó aún más la estimación mundial hacia Tennyson. En ella reveló detalles hasta entonces solo conocidos por sus amigos íntimos: que el poeta, que vivió como un recluso, rara vez en la última mitad de su vida salió de su entorno doméstico; que en su retiro se dedicó a la adquisición continua de conocimientos y al perfeccionamiento de su arte, sin llegar a perder nunca el contacto con el pulso de la nación o la simpatía por todo aquello que afectara al honor y la felicidad de las personas. En el momento de su muerte, y durante algún tiempo después de esta, el reconocimiento entusiasta del genio de Tennyson era demasiado extravagante para perdurar.

## Obra literaria

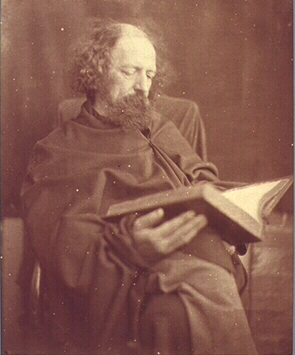
Alfred Tennyson, fotografiado por Julia Margaret Cameron en 1875.

En marzo de 1827, Charles Tennyson y su hermano Alfred publicaron con J. & J. Jackson, libreros de Louth, una colección anónima de Poems by two Brothers [Poemas de dos hermanos]. Ese "dos" se refería a Charles y Alfred (cuyas contribuciones predominaban), quienes compartieron los sorprendentes beneficios: 20 libras, de las cuales, no obstante, se gastaron la mitad en libros. Charles había escrito su aportación entre los dieciséis y los diecisiete años, y Alfred la suya entre los quince y los diecisiete. El pequeño volumen resulta extrañamente decepcionante, principalmente porque Alfred se mostró temeroso de incluir en él aquellas composiciones juveniles en las que podría haberse percibido un verdadero presagio de originalidad poética. Dichos ejemplos, que al parecer fueron descartados por resultar "demasiado fuera de lo común para el gusto del público", incluyen un fragmento dramático bastante notable, cuya acción está ambientada en España, y muestran un dominio igualmente asombroso de la métrica y de la musicalidad en los versos escritos "después de leer «La novia de Lammermoor»". El pequeño volumen impreso contiene principalmente poemas imitativos, en los que el tono y el estilo están obviamente tomados de Byron, Moore y otros favoritos del momento; y solo de cuando en cuando exhibe algún elemento distintivo prometedor. Parece ser que no atrajo la atención ni de la prensa ni del público.
En junio de 1829, Alfred Tennyson ganó la Medalla del Canciller por su poema titulado Tombuctoo. Con grandes imperfecciones, este trabajo en verso blanco miltoniano muestra el genio de un poeta, a pesar de una curiosa oscuridad tanto de pensamiento como de estilo. Su padre le había instado a concursar; y teniendo para ello un viejo poema sobre La batalla de Armagedón, lo adaptó al nuevo tema e impresionó tanto al jurado que, a pesar de la audaz innovación de su verso blanco, le otorgaron el premio. Monckton Milnes y Arthur Hallam se encontraban entre los otros candidatos. Este último, en una carta a su amigo W. E. Gladstone, hablaba con no menos generosidad que verdadera percepción crítica del "espléndido poder imaginativo que impregnaba" el poema de su amigo. Ciertamente merecía este elogio, y resulta tan puramente tennysoniano como cualquier cosa que haya escrito su autor. Pero para entonces Tennyson estaba escribiendo composiciones aún más prometedoras, y, tal y como pronto percibiría Arthur Hallam, con un extraordinario fervor en el culto a la belleza. Los resultados de este entusiasmo y de esta labor artística aparecieron en el volumen de Poemas principalmente líricos, publicado en 1830. Se trataba de un liviano volumen de 150 páginas que publicó la editorial de Effingham Wilson, en el Royal Exchange. El volumen contenía, entre otras composiciones que al autor finalmente no le interesó conservar, poemas ya familiares como "Claribel", "Ode to Memory", "Mariana in the Moated Grange" (basado en una frase aislada de Medida por medida), "Recollections of the Arabian Nights", "The Poet in a golden clime was born", "The Dying Swan: a Dirge", "Ballad of Oriana" y "A Character". Si existe huella alguna de la influencia inconsciente de algún maestro poético en dichos poemas, es la de Keats y Coleridge. Si bien los poemas exhiben aquí y allá en su aspecto descriptivo un exuberante y florido figuralismo que no se ve refrenado por ese gusto perfeccionado que estaba por venir, no es menos claramente discernible una amplitud de perspectiva, una profundidad del sentimiento espiritual así como una versatilidad lírica, que desde el principio distinguieron al recién llegado de Keats. Sin embargo, los lectores amantes de la poesía contemporánea no se sintieron atraídos de inmediato por el libro. No obstante, los poetas e intelectuales del momento reconocieron enseguida a un alma gemela. Los poemas fueron elogiados por Sir John Bowring en la Westminster Review. Leigh Hunt los reseñó favorablemente en The Tatler; y Arthur Hallam contribuyó al Englishman's Magazine ―un efímero proyecto de Edward Moxon― con una muy notable reseña. Este libro habría resultado asombroso como producción de un joven de veintiún años, aun cuando, desde la muerte de Byron seis años antes, no se había dado una singular escasez de buena poesía en Inglaterra. Al menos aquí, en el liviano volumen de 1830, estaba revelado un nuevo escritor, y en "Mariana", "El poeta", "El amor y la muerte" y "Oriana", un cantor de melodía maravillosa aunque aún impura. En general, no fue muy favorablemente recibido por los críticos. En América tuvo una popularidad mayor. El veterano S. T. Coleridge, elogiando la genialidad del libro, censuró la imperfección métrica del mismo. Por esta crítica se reprendería a sí mismo constantemente. No obstante, Coleridge era perfectamente justo en su observación; y la anarquía métrica de los "Madelines" y "Adelines" del volumen de 1830 mostraba que Tennyson, con toda su delicadeza de modulación, aún no había dominado el arte del verso.
El soneto que comienza con "Check every outflash" fue enviado por Hallam (quien se disculpó por hacerlo) a Moxon para su nueva revista, y algunas otras bagatelas encontraron un hueco en The Keepsake. El volumen Poems, by Alfred Tennyson apareció a finales del año 1832 (aunque fechado en 1833). Comprende la obra poética de los años 1830-1833, transcurridos principalmente en Somersby: poemas aún reconocidos entre sus trabajos más nobles e imaginativos, si bien algunos de ellos serían posteriormente revisados, llegando en algunos casos a la recomposición. Esta fue sin duda una de las más asombrosas revelaciones de genio completo jamás producidas por un hombre tan joven. Poems, el primer volumen de poesía que publicó Tennyson como poeta maduro (1832), recibió muchas críticas; incluso se le ridiculizó acusándole de pertenecer a la "escuela cockney", es decir, que estaba influido por autores como Leigh Hunt o Keats. Keats indudablemente fue para él modelo indiscutible, más que por sus ideas por las imágenes, la dicción y los recursos métricos que utilizaba. Merecen ser destacados The Lady of Shalott, A Dream of Fair Women, Œnone, The Lotos-Eaters, The Palace of Art y The Miller's Daughter, junto a un puñado de otros poemas líricos, deliciosos y sublimes. The Lady of Shalott imita la forma de la balada, suavizándola y refinándola, privándola de la áspera inmediatez que tiene, por ejemplo, The Ancient Mariner. Se vendieron rápidamente trescientos ejemplares del libro (hasta entonces, sus ganancias por el volumen anterior habían sido de 11 libras), pero las reseñas no coincidieron con este reconocimiento más generoso del público. La Quarterly publicó un artículo (abril de 1833) absurdo y brutal, al estilo habitual en aquellos tiempos al tratar a poetas noveles de cualquier tipo; y es generalmente admitido que fue principalmente el tono de esta reseña lo que frenaría la publicación de cualquier nueva poesía del poeta durante casi diez años. Tras la muerte de Arthur Hallam, los pensamientos de Tennyson parecían desde el principio enteramente absortos en los recuerdos de su amigo, y escribía constantemente versos fragmentarios sobre el tema, algunos de los cuales formarían, diecisiete años después, secciones de un completo In Memoriam. El primer efecto de la muerte de Hallam sobre el arte de su amigo Tennyson fue la composición, en el verano de 1834, del poema The Two Voices, o Thoughts of a Suicide, también resultado inmediato de este dolor, que, tal como el poeta relataría posteriormente a su hijo, durante un tiempo "borró toda alegría de su vida y le hizo anhelar la muerte". Cabe destacar que, cuando este poema fue publicado por vez primera en el segundo volumen de la edición de 1842, era el único de todos los poemas al que se le añadió la significativa fecha: «1833». Al mismo período pertenecen los inicios de los Idilios del rey y de In Memoriam, ambos largamente meditados. El silencio que vendría después sería según unos el resultado de la conmoción por la pérdida de su mejor amigo; según otros se debió al desánimo ante el mal recibimiento que tuvieron sus dos volúmenes de poemas, publicados aquel mismo año.[cita requerida]
Entretanto, Tennyson continuó trabajando con ahínco y constancia en su arte. Se tiene constancia de que ya en 1835 tenía preparado mucho material inédito para un nuevo volumen, incluyendo "La Morte d'Arthur", "The Day Dream" y "The Gardener's Daughter". En 1837, una invitación a contribuir a un volumen de carácter memorial, consistente en contribuciones voluntarias de los principales escritores de poesía del momento, dio oportunidad a Tennyson de legar al mundo, que probablemente no hizo mucho caso, un poema que más tarde sería equiparado a sus más perfectas creaciones líricas. El volumen, titulado The Tribute [El tributo] y editado por Lord Northampton, era en beneficio de la familia de Edward Smedley, un literato muy respetado que había fallecido en junio de 1836 a los 47 años de edad.
En 1842, la edición en dos volúmenes de sus Poems rompió los diez años de silencio que se había impuesto a sí mismo mantener. Esta fecha marca un hito en la vida de Tennyson, pues su incuestionable fama como el más grande poeta vivo (la obra de Wordsworth estaba prácticamente concluida) estaba ahora consolidada. En la nueva edición de Poems, junto con muchas composiciones ya conocidas por todos los amantes de la poesía moderna, se encontraban ricas y abundantes adiciones a su obra. Además de la reedición de los principales poemas de los volúmenes de 1830 y 1833, muchos de ellos reescritos, el segundo volumen contenía material absolutamente nuevo e incluía "Locksley Hall", "Morte d'Arthur", "Ulysses", "The Two Voices", "Godiva", "Sir Galahad", "The Vision of Sin" y poemas líricos como "Break, break, break" y "Move eastward, happy Earth". La mayoría de los estudios sobre la vida doméstica en Inglaterra, que formaban una sección tan sumamente popular de la obra de Tennyson, tales como "La hija del jardinero", "De camino al correo" y "El Lord de Burleigh", eran ahora publicados por vez primera. En el monólogo dramático Ulysses, Tennyson combinó todo lo positivo de sus comienzos poéticos con un tema que simboliza la concepción romántica del espíritu heroico. El guerrero ya entrado en años se ve incapaz de acomodarse a la rutina de la vida cuando vuelve a Ítaca, con lo cual decide volver al mar con sus guerreros. Los versos de este poema esconden un desprecio poco paternal, el desprecio que siente el hombre de acción frente al previsor y al conservador. A pesar de que los victorianos parecían estar satisfechos de la civilización que estaban construyendo, también admiraban a quienes desertaban de ella para llevar una vida de acción o de heroica sencillez (como ocurre con el héroe de Maud). Y tampoco podemos olvidar que bajo el círculo de seguridad que rodea al viejo guerrero se esconde, según algunos críticos, esa fuerza subterránea que arrastra en dirección contraria. Es a partir de 1842 que debe datarse la fama universal de Tennyson; desde el momento de la publicación de esos dos volúmenes dejó de ser una curiosidad, o el favorito de una camarilla de adelantados, y ocupó su lugar como el principal poeta de su época en Inglaterra.
Hacia 1846, Poems había alcanzado su cuarta edición, y ese mismo año su autor fue violentamente atacado por Bulwer-Lytton en su sátira The New Timon: a Poetical Romance of London [El nuevo Timón: romance poético de Londres]. Tennyson era despachado en pocas líneas como «Schoolmiss Alfred» [«la señorita Alfred»], y su derecho a una pensión era cuestionado con rudeza. Tennyson replicó con unas cuantas estanzas de gran fuerza tituladas The New Timon and the Poets [El nuevo Timón y los poetas], firmadas por «Alcibíades». Aparecieron en Punch (28 de febrero de 1846), tras haber sido enviadas, según el hijo del poeta, por John Forster, sin el conocimiento de su autor. Una semana después, el poeta dejó constancia de su arrepentimiento y se retractó en dos estanzas tituladas An Afterthought [Una reflexión tardía]. Aparecen en la recopilación de sus Poems bajo el título de Literary Squabbles [Disputas literarias], pero el poema anterior no fue incluido en ninguna recopilación autorizada de sus obras.
The Princess se publicó en 1847, en una configuración posteriormente modificada y ampliada de forma considerable. En su primera versión no contenía los seis poemas líricos accesorios, que fueron añadidos por primera vez en la tercera edición en 1850. El poema, puntualmente apreciado por poetas y pensadores, no parece haber incrementado significativamente la popularidad de Tennyson, a pesar de alcanzar cinco ediciones en seis años. La princesa ha envejecido. Se la recuerda por algunas poesías líricas cinceladas y por la parodia de Gilbert titulada Princess Ida, la cual, sin embargo, va perdiendo terreno por la dificultad de tener presente el original. Sin embargo, este volumen sí incrementó materialmente su reputación: en las canciones que en esta obra se entremezclan, como "El declive del esplendor" o "Lágrimas, ociosas lágrimas", el autor alcanza el dominio completo de esta rama de su arte. Carlyle y FitzGerald perdieron "toda esperanza en él después de «La princesa»", o fingieron hacerlo. Era cierto que el rumbo de su genio resultó levemente alterado, en una dirección aparentemente menos pura y austera que la del arte más elevado; pero sus concesiones a los gustos del público incrementaron enormemente la amplitud del círculo al que se dirigía.
Pero fue muy diferente con In Memoriam. Tras superar ciertos avatares, la obra pudo publicarse, en su forma anónima original, en mayo de 1850. El público quedó inicialmente muy desconcertado por la naturaleza y el objeto de este poema, que no era más que una crónica de las emociones de Tennyson durante el duelo, ni siquiera una declaración de sus creencias filosóficas y religiosas, además de, como él siempre explicaría después, una especie de Divina Comedia que culmina con la felicidad del matrimonio de su hermana menor, Cecilia Lushington. De hecho, las grandes tachas de In Memoriam, su redundancia y el desorden de sus partes, eran en gran parte debidas al modo inconexo de su composición. In Memoriam no es ni un poema largo ni una colección de poesías líricas cortas, sino algo no del todo bien situado entre ambas cosas. El poema, escrito en estanzas de cuatro versos ―modalidad que el poeta creía haber inventado él mismo, pero que en realidad había sido utilizada mucho antes por Sir Philip Sidney, Ben Jonson y, en particular, por Lord Herbert de Cherbury―, había ido creciendo hasta su versión definitiva durante un período de diecisiete años tras la muerte de Arthur Hallam. Publicado sin nombre en la portada, desde el primer momento nunca hubo lugar a dudas sobre su autoría. El público, a cuyas creencias y pesares más profundos y, por tanto, más comunes apelaba el poema, dio su aprobación de inmediato. Los críticos no fueron tan rápidos en su reconocimiento. A algunos les pareció desesperadamente oscuro. El estamento religioso, por otra parte, se mostró perplejo e irritado por diferentes razones. Considerando que el poema era intensamente fervoroso y espiritual en idea y propósito, y que sin embargo no mostraba simpatía por ninguna afirmación concreta relativa a la verdad religiosa común en aquella época, los teólogos de facción lo denunciaron enconadamente. Por otro lado, para aquellos que estaban familiarizados con las corrientes más profundas de la labor de investigación religiosa entre las mentes pensantes del momento, resultaba evidente que el poema reflejaba en gran medida la influencia de Frederick Denison Maurice. A diferencia de los Idilios del rey, In Memoriam sí resulta representativo de la época victoriana, para el lector actual, del espíritu de su tiempo. In Memoriam está elaborado a partir de una serie de poemas elegíacos motivados por la muerte de su amigo. Resulta sobrecogedor por lo que tiene de dolor insoportable, de aflicción y largos meses de melancolía, de tormentos y dudas espirituales. Los poemas siguen el devenir de su dolor en el tiempo y la consiguiente crisis religiosa en que se ve sumido. Afronta la nueva visión del mundo natural que los descubrimientos científicos iban imponiendo sobre las personas cultas.
Entretanto, Tennyson escribió a Moxon en respuesta a una petición de otro volumen de poemas: "Estamos corrigiendo todos los volúmenes para nuevas ediciones". En 1851 compuso su magnífico soneto dedicado a Macready con motivo de la retirada del actor de los escenarios. Tras su regreso, en el verano de 1851, desde Italia a Twickenham, donde residían entonces (Chapel House, Montpelier Row), el poeta se dedicó a escribir unos poemas de carácter nacional y patriótico, "Britons, guard your own" y "Hands all round", inspirado por la actitud ambigua de Luis Napoleón hacia Inglaterra, publicados en The Examiner. En 1852 apareció su noble Oda a la muerte del duque de Wellington. De inmediato se topó con una "depreciación casi unánime". El formato y la sustancia parecían poco convencionales. No hay duda de que este volumen fue posteriormente ampliado y ligeramente modificado a mejor, y a día de hoy sigue siendo uno de los poemas más admirados de Tennyson.
En 1854 publicó The Charge of the Light Brigade [La carga de la Brigada Ligera], y estuvo ocupado componiendo Maud y los poemas líricos que lo acompañan. Su amigo y vecino en la isla de Wight, Sir John Simeon, le había sugerido que los versos compuestos para El tributo a Lord Northampton de 1837 resultaban, en esa forma aislada, ininteligibles, y podría convenir que fuesen precedidos y seguidos por otros versos de modo que contaran una historia en un formato de tipo dramático. La sugerencia fue tenida en cuenta, y la obra progresó a lo largo de ese año y estaría terminada a comienzos de 1855. En diciembre de 1854, leyó en The Times la noticia de la desastrosa carga de la Brigada ligera en Balaclava, y escribió de una sentada, basándose en la descripción del corresponsal del Times, sus memorables versos, en los que incluyó la expresión "alguien se había equivocado". El poema fue publicado en The Examiner el 9 de diciembre. Los numerosos planos de composición que vemos en In Memoriam se reducen a uno en Maud, donde Tennyson trata más convenientemente la tragedia en relación con un personaje imaginario. Maud apareció en el otoño de 1855. Es un poema muy extenso, absolutamente impresionante, sobre el asesinato, la obsesión, la locura, el amor desesperado, todo ello salpimentado con versos más accesibles de intensa belleza. Su recepción por los críticos, sin embargo, fue la peor prueba para su ecuanimidad que Tennyson había tenido que soportar. En Maud había sobrepasado muy por encima su habitual serenidad de estilo, alcanzando un éxtasis de pasión y unas audacias expresivas que resultaron apenas inteligibles a sus lectores, y que ciertamente no fueron bienvenidos. En consecuencia, la publicación de Maud supuso un retroceso perceptible en su creciente popularidad. El poema, un monólogo dramático en sucesivas canciones, fue recibido por la mayoría de los críticos y por el público en general, incluso entre sus hasta entonces fervientes admiradores, con una violenta oposición y hasta con escarnio. Había muchas razones para ello. Era la primera vez que Tennyson había contado una historia dramáticamente; y al ser narrado el asunto en primera persona, un gran número de lectores atribuyó al propio poeta los sentimientos del narrador ―una persona fuera de sus cabales (como Hamlet) por sus propios errores y por un amargo sentimiento causado por las encarnizadas maldades de la sociedad, en este caso (siendo la época de la guerra de Crimea) "las heridas de un mundo en calma y una paz duradera"―. La repulsa de este modo experimentada por el poeta se deja sentir de modo penetrante. El pequeño volumen contenía, además de la Oda a la muerte del duque de Wellington, "La margarita", las estanzas dirigidas al reverendo F. D. Maurice, "The Brook: An Idyll" y La carga de la Brigada Ligera. Este último poema estaba en una segunda edición remozada con arreglo a su formato original y muy superior, incluyendo el verso "alguien se había equivocado", que había sido imprudentemente omitido a petición de amigos timoratos o fastidiosos.
El genio de Tennyson se adaptaba perfectamente al poema narrativo breve de carácter lírico, como "The Lady of Shalott", sobre el amor fatal de Elaine por Lanzarote (1832, 1842); "Oenone", que trata de la ninfa del monte Ida enamorada de Paris (1832); o "The Lotos-Eaters", en el que se evoca el paradisíaco país de los lotófagos de la Odisea, donde se perdía la memoria y la conciencia del deber. Pero su ambición le indujo a dedicarse al poema épico, línea en la que trabajó, a intervalos, durante toda su vida. Sin desanimarse por las críticas adversas, Tennyson continuó trabajando en aquellos poemas artúricos, cuya idea no le había dejado conciliar el sueño durante el proceso de otras obras. "Enid" estaba listo en el otoño de 1856, y "Ginebra" quedaría completado a principios de 1858. En 1857 dos poemas artúricos habían sido impresos a título privado y a modo de tentativa, bajo el título Enid y Nimue, o lo verdadero y lo falso, para tantear cómo sería apreciado el formato idílico por el círculo íntimo de amigos de Tennyson. También en 1858 escribió el primero de esos poemas lírico-dramáticos individuales monologados por los cuales su popularidad se iba a incrementar enormemente. "The Grandmother (La abuela)" aparecería en Once A Week, con una hermosa ilustración de Millais, en julio de 1859. El fiasco de Maud sería compensado con creces gracias al entusiasmo con que habría de ser recibida su siguiente obra en el momento de su publicación: el público estaba totalmente preparado y lleno de curiosidad por conocer el nuevo tratamiento por parte de Tennyson de las leyendas artúricas y, en el verano de 1859, la primera serie de Idilios del rey vio al fin la luz, y alcanzó un éxito popular superior al experimentado antes por cualquiera de los poetas ingleses, salvo quizás Byron y Scott. A veces estas obras carecen de unidad y más bien parecen agrupaciones líricas que poemas orgánicamente concebidos. Poemas líricos tales como "Sir Galahad" y "La dama de Shalott" habían mostrado hasta qué punto el poeta había leído y reflexionado sobre el tema. Al mismo tiempo, poemas como "Elaine" y "Ginebra" hicieron en seguida las delicias de los más exquisitos, y de los que no lo eran tanto. Hombres tan diferentes como Jowett, Macaulay, Dickens, Ruskin y Walter (de The Times) nutrieron el coro de elogios entusiastas. El duque de Argyll había predicho que los Idilios serían "comprendidos y admirados por muchos de los que eran incapaces de comprender y apreciar muchas de sus restantes obras", y la predicción se cumplió. Un mes después de su publicación, habían sido vendidos 10 000 ejemplares. Sin embargo, Idilios del rey no logra convertirse en la épica nacional que Tennyson habría deseado hacer, a pesar de que tiene pasajes maravillosos. Los Idilios eran cuatro: "Enid", "Vivien" (antes "Nimue"), "Elaine" y "Ginebra". Consistían en episodios de la epopeya de la caída del rey Arturo y la Mesa Redonda que Tennyson tanto tiempo estuvo preparando, y de los que apenas podía decir que llegara a concluir, aunque casi treinta años más tarde los daría por terminados. Los cuatro Idilios eran parte de un gran poema histórico o místico, y fueron bienvenidos como cuatro esmerados estudios de mujeres prototípicas. El público y los críticos por igual se sintieron extasiados con la "dulzura" y la "pureza" de tratamiento. Unos pocos, como Ruskin, dudaron acerca de "esa mayor tranquilidad del estilo"; uno o dos llegaron a sospechar que la "dulzura" fue obtenida con un cierto sacrificio de la fuerza, y que la "pureza" implicaba una concesión a los convencionalismos victorianos. El hispanista y catedrático de la Universidad de Oxford William James Entwistle (1896-1952) opina que el verso suelto tennysoniano se reveló como medio inadecuado para la arturíada de los Idilios del rey. "Lo que pudo haber sido una crítica moral de la época se fragmentó" ―según Entwistle― "en episodios sueltos; el verso es también excesivamente limado para ser perdurable. Es esencialmente lírico o episódico, y cuando se le toma así, como en la magnífica "Muerte de Arturo", está lleno de noble sonoridad." Desde la publicación de los primeros Idilios hasta el final de la vida del poeta su fama y su popularidad siguieron imparables.
Entretanto, el corazón y los pensamientos de Tennyson estaban, como siempre, con los intereses y el honor de su país, y los versos de "Fusileros, ¡formación!", publicados en The Times (mayo de 1859), tuvieron su origen en la última acción de Luis Napoleón, y en los nuevos peligros y complicaciones para Europa que surgieron de aquella. Una canción para la Marina ("Jack Tar"), impresa por vez primera en las Memorias del poeta escritas por su hijo, fue compuesta bajo las mismas influencias. Instado por el duque de Argyll, Tennyson volvió su atención sobre el tema del Santo Grial, aunque avanzaba en ello de manera irregular y lentamente. La historia de "Sea Dreams", mezcla narrativa-dramática, cuyo villano refleja ciertas experiencias desastrosas del propio poeta, fue publicada en el Macmillan's Magazine en 1860. Con motivo de su segundo viaje a los Pirineos (1861), escribió el poema lírico "A lo largo del valle", en recuerdo de su visita a aquel lugar treinta años antes con Arthur Hallam. Posteriormente compuso "La torre de Helen" y la "Dedicatoria" de los Idilios al príncipe consorte ("This to his Memory"). Había dejado de lado temporalmente las leyendas artúricas, y se entregó a la composición, en 1862, de Enoch Arden, (o El pescador, como lo tituló en un principio). que, sin embargo, no aparecería hasta 1864 en un volumen que también contenía "Sea Dreams", "Aylmer's Field" y, sobre todo, "El granjero del norte". Este iba a ser el primero de una serie de poemas en el dialecto de North Lincolnshire. En 1863 "Aylmer's Field" estaba terminado, y el laureado escribió su "Bienvenida a Alejandra" con ocasión del matrimonio del príncipe de Gales. Idilios del hogar (Londres, 1864), el volumen de Enoch Arden, fue un éxito inmediato, con 60.000 copias vendidas rápidamente. Contenía, además de los títulos anteriormente mencionados, "Titono" (ya impreso en el Cornhill Magazine) y "La abuela". El volumen (principalmente quizás gracias a "Enoch Arden", una leyenda ya común en diversas formas para la mayoría de los países europeos) se convirtió, a juicio de su hijo, en la más popular de todas las obras de Tennyson, con la única excepción de In Memoriam. Traducciones al danés, alemán, latín, neerlandés, italiano, francés, húngaro y checo atestiguan su amplia reputación. En 1865 se publicó en Londres una Selección de las obras de Alfred Tennyson, Doctor en Derecho Civil, poeta laureado, con seis poemas nuevos. Es esta la época de dos de sus raros panfletos impresos a título privado: La ventana (1867) y La víctima (1868). El noble poema Lucrecio, una de las más grandes monografías en verso de Tennyson, apareció en mayo de 1868, y en este año quedó por fin terminado El Santo Grial; fue publicado en 1869, junto con otros tres Idilios pertenecientes a la épica artúrica y varios poemas líricos misceláneos, además de Lucrecio. La recepción de este volumen fue cordial, pero no tan universalmente respetuosa como Tennyson había llegado a esperar de su adorado público. Continuó con absoluta calma, sin embargo, seguro de su misión y de su música. El último torneo fue publicado en la Contemporary Review en 1871. Su siguiente volumen, Gareth y Lynette (1872), dio continuidad y, como él mismo supuso entonces, culminó los Idilios del rey, para gran satisfacción del poeta, que había encontrado muchas dificultades en el acabado de las últimas secciones del poema. No estaba el ciclo poético aún terminado, tal como él consideraba, pero por el momento lo desterró de su mente.
Considerando que su trabajo con las epopeyas románticas artúricas estaba concluido, Tennyson centró su atención en una rama poética que le había atraído desde siempre, pero que nunca había intentado en serio: el drama. Se propuso un esquema ―del que no se puede decir que llevara muy lejos―, el de ilustrar "la formación de Inglaterra" a través de una serie de grandes tragedias históricas. Su Queen Mary, la primera de estas obras-crónicas, fue publicada en 1875 y llevada a escena por Sir Henry Irving en el Lyceum en 1876. A pesar de que estaba plena de admirable escritura dramática, teatralmente no fue bien compuesta, y fracasó en el escenario. Queen Mary era un drama en verso blanco cuidadosamente construido sobre el modelo de Shakespeare. Este nuevo punto de partida no fue en general bien recibido por el público, pues es bien cierto que cualquier imitación de los dramas poéticos isabelinos resulta necesariamente algo exótico. Por otra parte, Tennyson nunca había estado en estrecho contacto con el teatro. Solía bromear observando que "los críticos hoy en día son tan exigentes que no esperan solamente de un poeta-dramaturgo que sea un autor de primer nivel, sino un director, un actor y un espectador de primer nivel, todo en uno". Hay un elemento de verdad en esta broma. Fue justamente debido a que Shakespeare había abarcado todas las facetas antes mencionadas que sus obras poseen la cualidad especial de la que adolece el drama puramente literario. Extremadamente pertinaz en este sentido, el poeta siguió intentando su asalto al teatro, intento sobre intento, prácticamente todos fallidos hasta el séptimo y último, que por desgracia fue póstumo. Obtener realmente éxito en los escenarios habría dado a Tennyson más satisfacción que cualquier otra cosa, pero no le fue dado vivir lo suficiente para ver esta flor agregada también a la gruesa corona de su gloria. Entretanto Harold, una tragedia de fatalidad, se publicó en 1876; pero, pese a ser tal vez el mejor de los dramas de su autor, nunca se representó.
Durante estos años, sus escasos poemas líricos fueron enérgicas baladas de aventuras, inspiradas por un patriotismo exaltado ―La venganza (1878), La defensa de Lucknow (1879)―, pero reimprimió y finalmente publicó su viejo poema inédito El cuento del amante, y una pequeña obra suya, El halcón, adaptación en verso de Boccaccio, fue producida por los Kendal en su teatro a finales de 1879. Fanny Kemble la definió acertadamente como "un pequeño poema exquisito en la acción"; y , a pesar de que su trama es peligrosamente grotesca como objeto de tratamiento dramático, producida e interpretada por los Kendal resultaba indudablemente encantadora. La obra sería publicada por vez primera (en el mismo volumen junto con The Cup) en 1884. Tennyson había alcanzado la barrera de los setenta años, y tácitamente se dio por sentado que se retiraría a un reposo digno. A decir verdad, inicia entonces un nuevo período de actividad poética. En 1880 publicó la primera de seis importantes colecciones de poemas líricos, titulada Baladas y otros poemas, y que contiene el sombrío y magnífico "Rizpah". Tennyson contaba entonces setenta y un años de edad, pero estos poemas incrementaron significativamente su reputación, por la amplitud y variedad de los temas y su extraordinario tratamiento. Muchos de ellos estaban basados en anécdotas escuchadas en la juventud del poeta, o leídas en periódicos y revistas, y referidas a él por amigos. The Cup (1881) y The Promise of May (1882), dos pequeñas obras de teatro, fueron producidas sin sustancial éxito en teatros de Londres: la segunda de ellas es tal vez la menos exitosa de todos los escritos más extensos del poeta, pero su fracaso le irritó en exceso.
En el otoño de 1884 se publicó su tragedia Becket, pero finalmente el poeta se desengañaría del teatro y renunciaría a toda esperanza de "satisfacer las exigencias de nuestro teatro moderno". Curiosamente, tras su muerte, Becket sería una de sus obras de mayor éxito sobre los escenarios. En 1885 se publicó otra interesante miscelánea, Tiresias y otros poemas, con una dedicatoria póstuma a Edward FitzGerald. Cabe destacar que en este volumen los Idilios del rey quedaban completados por fin con la publicación de Balin y Balan; contenía además el espléndido discurso A Virgilio, el noble poema "The Ancient Sage", y el poema en dialecto irlandés "To-morrow". El viejo poeta incansable seguía escribiendo con tesón, y para 1886 tenía lista otra colección de poemas líricos, Locksley Hall Sixty Years After (Locksley Hall, sesenta años después); tenía problemas de visión, pero su memoria y su curiosidad intelectual eran tan vivaces como siempre. En el transcurso de 1887 preparaba otro libro de poemas, escribía "Vastness (Inmensidad)" (publicado en marzo en el Macmillan's Magazine) y "Old Roä", otro poema de Lincolnshire, basado en una historia que había leído en un periódico. Tenía más de ochenta años cuando publicó la colección de nuevas poesías titulada Deméter y otros poemas (1889), que apareció casi simultáneamente a la muerte de Browning, hecho que dejó de facto a Tennyson como figura única en la literatura poética. El citado volumen contenía, entre otros breves poemas, "Merlín y el rayo", una alegoría que ensombrece el rumbo de su carrera poética, y el memorable "Crossing the Bar", escrito un día mientras cruzaba el Solent en su viaje anual de Aldworth a Farringford. En 1891 completó para el productor estadounidense Daly un viejo e inédito drama sobre el tema de Robin Hood: The Foresters: Robin Hood y la doncella Marian, fue estrenado en Nueva York en marzo de 1892, con Miss Ada Rehan como Lady Marian, y reestrenado en el Daly's Theatre de Londres en octubre de 1893. Durante ese año (1891), Tennyson se dedicó sin descanso a la composición poética, terminando "El sueño de Akbar", "Kapiolani" y otros contenidos del volumen póstumo titulado La muerte de Enone (1892). En 1892, el último año de su vida, escribió sus Versos en la muerte del duque de Clarence. Tras su muerte, en 1894 se publicó en Londres una edición de sus Obras completas en un solo volumen, con las últimas modificaciones.
Como poeta, Tennyson es mucho más complejo de lo que parece; tenemos que estar muy despiertos a las connotaciones de las palabras, a los efectos métricos.
Tennyson es un poeta de musicalidad excepcional que refinó sus dotes naturales a base de trabajo y de la constante revisión de sus obras. La poesía de Tennyson se caracteriza por una amplia perspectiva; por su intensa simpatía con los sentimientos y las aspiraciones de la humanidad; por su profunda comprensión de los problemas de la vida y el pensamiento; por un noble patriotismo que encuentra su expresión en poemas tales como La venganza, La carga de la Brigada Ligera o la Oda a la muerte del duque de Wellington; por su exquisito sentido de la belleza; por su maravilloso poder de descripción vívida y minuciosa, logrado en ocasiones por medio de una sola y afortunada frase y a menudo reforzado por la perfecta correspondencia entre sentido y sonido; y por una grandiosidad y una pureza de tono generales. Ningún poeta lo ha superado en precisión y delicadeza del lenguaje y en integridad de la expresión. Como poeta lírico no tiene, tal vez, quien le aventaje, y únicamente dos o tres le igualan en la poesía inglesa, e incluso poseía una cuota no menor de humor, como demuestra en "El granjero del norte" y otras composiciones. Cuando se tienen en consideración el volumen, la variedad, el acabado y la duración de su obra, así como la influencia que ejerció en su época, se le debe asignar un lugar único entre los poetas de su país.
En nuestros días hay críticos que restan mérito a la obra de Tennyson por mostrarse tan próximo a su público (gente probablemente poco refinada) y consideran ridículo el hecho de que manifestara su simpatía por la propia reina.
Edward FitzGerald, ese genio brillante aunque veleidoso, persistió en sostener que Tennyson nunca llegó a aportar nada más a la reputación obtenida por los dos volúmenes de 1842; y esto podría ser cierto hasta cierto punto, pues si hubiera muerto o dejado de escribir en aquella fecha aún sería calificado, entre todos los buenos críticos, como un poeta de una singularidad absoluta, el de más raro encanto y más amplio rango intelectual e imaginativo, y de una felicidad y melodía en el lenguaje inigualadas. En todo aquello que constituye a un artista lírico consumado, Tennyson difícilmente pudo dar más pruebas de su calidad. Pero nunca habría llegado a la enorme audiencia que reunió a su alrededor de no haber sido por In Memoriam, los Idilios artúricos (sobre todo la primera entrega) y las numerosas y conmovedoras odas y baladas que conmemoran la grandeza de Inglaterra y las proezas y lealtades de sus vástagos. Son esa cualidad polifacética y esa magnanimidad, la intensidad con que Tennyson se identificó con las necesidades y los intereses de su país, con sus alegrías y sus penas, lo que, tanto como su genio puramente poético, hizo que fuera querido y popular para un público más amplio del que quizás haya gozado cualquier poeta de su siglo.

## Obras

### Poesía
- Poemas por dos hermanos (1827)
- El cuento del amante (1828, publicado en 1879)
- "Tombuctú" (1829)
- Poemas principalmente líricos (1830), incluyendo:
  - "Claribel"
  - "Oda a la memoria"
  - "Recuerdos de las mil y una noches"
  - "Mariana en el Sur"
  - "El poeta nació en un clima dorado"
  - "El amor y la muerte"
  - "Balada de Oriana"
  - "El cisne moribundo: endecha"
  - "Un personaje"
  - "The Kraken"
- Poemas (primera edición, 1833), incluyendo:
  - "La dama de Shalott"
  - "El sueño de las mujeres bellas"
  - "Enone"
  - "Los lotófagos"
  - "El palacio del arte"
  - "La hija del molinero"
- Las dos voces (1834)
- Poemas (tercera edición, 1842), incluyendo:
  - "Lady Clara Vere de Vere" (1832)
  - "San Simeón el Estilita" (1833)
  - "La hija del jardinero"
  - "De camino al correo"
  - "El Lord de Burleigh"
  - "Locksley Hall"
  - "Titono"
  - "Visión del pecado"
  - "Ulises" (monólogo dramático)
  - "Sir Galahad"
- La princesa: miscelánea (1846-1847), incluyendo:
  - "La princesa"
  - "Godiva"
  - "El declive del esplendor"
  - "Lágrimas, ociosas lágrimas"
  - "Ahora duerme el pétalo carmesí"
- In Memoriam (1834-1850), incluyendo:
  - "Tañed, salvajes campanas"
- "El águila" (1851)
- "La margarita" (1851)
- Oda a la muerte del duque de Wellington (1852)
- La carga de la Brigada Ligera (1854)
- Maud: un monodrama (1854-1855)
- Idilios del rey (primera serie, 1834-1859), incluyendo:
  - "Enid" (inicialmente publicado en 1857 y posteriormente dividido en "El matrimonio de Geraint" y "Geraint y Enid")
  - "Vivien" ("Nimue") (inicialmente publicado en 1857)
  - "Elaine"
  - "Ginebra" (posteriormente ampliado)
- "Boadicea" (1859)
- "Fusileros, ¡formación!" (1859)
- "La torre de Helen" (1861)
- "Dedicatoria" de los Idilios del rey (1862)
- Enoch Arden y otros poemas (1864), incluyendo:
  - "Enoch Arden" (1862)
  - "Sea Dreams" (1864)
  - "Aylmer's Field" (1864)
  - "El granjero del norte" (1864)
- La ventana (1867)
- La víctima (1868)
- Lucrecio (1868)
- El Santo Grial y otros poemas (1868-1869), incluyendo en su primera edición (Londres, 1869):[37]
  - "La llegada de Arturo"
  - "El Santo Grial"
  - "Pelles y Ettarre"
  - "La muerte de Arturo"
- Idilios del rey (segunda serie, 1869), incluyendo:[37]
  - "Enid"
  - "Vivien"
  - "Elaine"
  - "Ginebra"
  - "La llegada de Arturo"
  - "El Santo Grial"
  - "Pelles y Ettarre"
  - "La muerte de Arturo"
- La venganza (1878)
- La defensa de Lucknow (1879)
- Baladas y otros poemas (1880), incluyendo:
  - "La venganza"
  - "Rizpah"
  - "El hospital infantil"
  - "La primera disputa"
  - "La defensa de Lucknow"
  - "El zapatero del norte"
- Tiresias y otros poemas (1885), incluyendo:
  - "Balin y Balan" (1885)
  - "The Ancient Sage"
  - "To-morrow"
- Locksley Hall, sesenta años después (1886)
- Deméter y otros poemas (1889)
- Idilios del rey (tercera serie, 1889), incluyendo:
  - "El último torneo" (1871)
  - "Gareth y Lynette" (1872)
  - "A la reina (Epílogo)" (1873)
- La muerte de Enone (1892), incluyendo:
  - "La muerte de Enone"
  - "El sueño de Akbar"
  - "Kapiolani"

### Teatro
- Queen Mary (1875)
- Harold Torres Tejada  (1876)
- El halcón (1879)
- The Cup (1881)
- The Promise of May (1882)
- Becket (1884)
- The Foresters: Robin Hood y la doncella Marian (1892)